# Dictadura del Caspio Central
La Dictadura del Caspio Central (en idioma ruso: Диктатура Центрокаспия, Diktatura Tsentrokáspiya) fue un Gobierno antibolchevique constituido en Bakú por los socialrevolucionarios rusos y los armenios del Dashnak el 1 de agosto de 1918, que contó con apoyo militar británico. Incapaz de defender la ciudad del asedio otomano y azerbaiyano, desapareció el 15 de septiembre con la caída de la ciudad en manos de los sitiadores.

## Antecedentes
El avance otomano hacia Bakú debilitó el control de Stepán Shaumián y sus compañeros bolcheviques tanto de la ciudad como del sóviet local. El 25 de julio de 1918, el sóviet rechazó su moción de poner en marcha medidas extraordinarias de reclutamiento y abandonar la idea de solicitar ayuda militar británica. Shaumián trató en vano de convencer al sóviet prometiendo ayuda del Comité Ejecutivo de Astracán —con limitados recursos y sin garantías de que su auxilio llegase a tiempo a la ciudad—, minimizando las fuerzas enemigas que se acercaban e indicando que los británicos no podrían enviar unidades suficientes para rechazar a los otomanos. Lenin, que aconsejó tratar como traición cualquier oposición a los bolcheviques, no pudo garantizar el envío de ayuda militar.
El día 30, los otomanos alcanzaron la ciudad, pero los bolcheviques siguieron negándose a pedir amparo a los británicos y se prepararon para evacuar Bakú con todo el armamento que pudieron reunir.
Con la mayoría del sóviet a favor de la alianza británica, Shaumián lo disolvió junto con el Sovnarkom local, publicó una proclama acusando al proletariado local de haberse dejado engañar por socialrevolucionarios, mencheviques y dashnaks y embarcó junto con el resto de los miembros del disuelto Sovnarkom al día siguiente. Inmediatamente, se formó un nuevo Gobierno y se arrestó a los antiguos comisarios a pocos kilómetros de la costa.

## Nuevo Gobierno
A la disolución de la Comuna de Bakú le siguió la creación de la Dictadura del Caspio Central, formada principalmente por socialrevolucionarios rusos con el respaldo de los nacionalistas armenios. La Conferencia de Comités Fabriles de la ciudad aprobó por amplia mayoría una moción —presentada por socialrevolucionarios y mencheviques— otorgando su apoyo al nuevo Gobierno, condenando como traidores y desertores a los antiguos comisarios detenidos, proclamando su apoyo a la Asamblea Constituyente rusa, a la unidad de Rusia y a la defensa de la ciudad.
El nuevo Gobierno solicitó inmediatamente ayuda a los británicos y se dedicó a garantizar el suministro de alimentos a la ciudad, muy deteriorado durante el periodo de la comuna. El general británico Lionel Dunsterville reunió con dificultad un pequeño cuerpo expedicionario de mil cuatrocientos hombres que contaba, sin embargo, con algo de artillería, ametralladoras y dos carros blindados. El plan de Dunsterville no era encargarse de la defensa de la ciudad, sino utilizar su escasa fuerza para robustecer la decisión de los defensores de resistir a los otomanos. Dunsterville, que tuvo que enfrentarse a los revolucionarios por su decisión de tomar el control de los barcos rusos en Anzali e izar en ellos la bandera zarista, eliminando la roja revolucionaria —incidente que se solucionó izando la bandera boca abajo, convirtiéndola en la bandera serbia—, describió su situación como la de:

un general británico en el Caspio, mar nunca antes surcado por barcos británicos, a bordo de un buque con el nombre de un presidente sudafricano y antiguo enemigo, a punto de partir de un puerto persa bajo bandera serbia para socorrer a un grupo de armenios en una ciudad revolucionaria rusa de los turcos.

## Británicos en Bakú
Dunsterville arribó a Bakú el 17 de agosto, recibido con alborozo, especialmente por los armenios, aterrados por el asedio otomano. Lo exiguo de sus fuerzas, empero, desilusionó a bastantes defensores, que habían esperado enormes refuerzos. Durante unos días, no obstante, la defensa resurgió, a pesar de la gran desorganización que encontraron los británicos. Los defensores daban prioridad a sus interminables reuniones políticas, carecían de una estructura de mando eficaz y se negaron a someterse al mando de Dunsterville, que deseaba el de todas las tropas disponibles. Las desavenencias con la dictadura fueron constantes. Aunque la debilidad de los sitiadores favorecía a los asediados, la imposibilidad de poner en marcha un plan de defensa —ante su falta de autoridad sobre las fuerzas de la ciudad— indujo a Dunsterville a anunciar a su determinación de retirarse, comunicación que las autoridades recibieron mal, sopesando la posibilidad de retenerlo por la fuerza.
Las relaciones entre la dictadura y Dunsterville empeoraron mientras los otomanos recibían refuerzos y se preparaban para asaltar Bakú. La madrugada del 14 de septiembre y tras un bombardeo preliminar, los otomanos penetraron en el sector mejor defendido y Dunsterville ordenó la retirada, aunque sus fuerzas no embarcaron hasta la noche para no dar la impresión de estar abandonando a sus aliados. Las autoridades descubrieron la maniobra y ordenaron a dos cañoneras que impidiesen zarpar a los británicos, que desdeñaron las amenazas, partieron poco antes de la medianoche y alcanzaron Anzali al día siguiente.
La dictadura, que negociaba secretamente para lograr la intercesión alemana ante los otomanos, se sintió traicionada por la marcha de los británicos. Los otomanos y azerbaiyanos habían rechazado la mediación alemana y Berlín se había desentendido del asedio una vez que llegaron las fuerzas británicas —hasta entonces había preferido la explotación del petróleo local por los bolcheviques a la captura del puerto por sus aliados otomanos—.

## Caída de la ciudad
Las defensas de la ciudad cayeron poco después de la evacuación británica. El 15 los azerbaiyanos entraron en la urbe, horas después de que algunas fuerzas armenias lograsen embarcar y dirigirse a Anzali. Las unidades otomanas permitieron la venganza azerbaiyana contra los armenios durante tres días —que causó casi nueve mil muertos según cifras del Comité Nacional Armenio— antes de entrar en la ciudad.
El 17 el Gobierno azerbaiyano, que contaba con el beneplácito otomano, se instaló en la ciudad. Los antiguos comisarios de la comuna, que habían tratado en vano de abandonar la ciudad en dos ocasiones antes de la entrada de los otomanos y habían vuelto a ser arrestados, consiguieron finalmente salir de Bakú horas antes de su toma por los azerbaiyanos. Obligados por la tripulación de su barco a dirigirse a uno de los puertos controlados por fuerzas antibolcheviques, optaron por Krasnovodsk, donde el poder local estaba en manos de los socialrevolucionarios. Arrestados de inmediato, fueron fusilados poco después, ante la pasividad del representante militar británico, que no impidió el ajusticiamiento.

## Bandera
Se usó desde el 14 de agosto de 1918 una bandera celeste (que simbolizaba el mar Caspio) con banda roja central (el poder obrero).